# Persone di nome Enrico/Politici
| Questa pagina contiene informazioni ricavate automaticamente dalle voci biografiche con l'ausilio del template Bio e di un bot. L'aggiornamento è periodico e automatico e ricostruisce completamente la pagina. Se manca una persona in questa lista, sei pregato di non aggiungerla, ma accertati piuttosto che la sua voce biografica contenga il template Bio e che i dati anagrafici siano correttamente compilati. Se il template Bio manca, inseriscilo tu stesso o, in alternativa, metti l'avviso {{tmp\|Bio}} che ne segnala la mancanza. Se i dati riportati sono sbagliati, correggi direttamente la voce biografica; le modifiche saranno visibili in questa lista entro pochi giorni. Per chiarimenti vedi il progetto antroponimi. La lista contiene solo le 96 persone che sono citate nell'enciclopedia e per le quali è stato implementato correttamente il template Bio. Pagina aggiornata al 22 lug 2025. |

Questa è una lista di persone presenti nell'enciclopedia che hanno il nome Enrico e sono politici.

## A(4)
- Enrico Aimi, politico italiano (Modena, n. 1960)
- Enrico Alba, politico italiano (Monopoli, n. 1921 - Monopoli, † 2012)
- Enrico Arlotta, politico italiano (Portici, n. 1851 - Napoli, † 1933)
- Enrico Avigdor, politico italiano (Nizza, n. 1814 - † 1871)

## B(4)
- Enrico Berlinguer, politico italiano (Sassari, n. 1922 - Padova, † 1984)
- Enrico Bonfanti, politico e partigiano italiano (Varese, n. 1901 - Varese, † 1964)
- Enrico Borghi, politico italiano (Premosello-Chiovenda, n. 1967)
- Enrico Buemi, politico italiano (Gassino Torinese, n. 1947 - San Raffaele Cimena, † 2024)

## C(10)
- Enrico Cappelletti, politico italiano (Padova, n. 1968)
- Enrico Carattoni, politico sammarinese (Borgo Maggiore, n. 1985)
- Enrico Carboni Boj, politico italiano (Cagliari, n. 1852 - Cagliari, † 1925)
- Enrico Castellano, politico italiano (Napoli, n. 1825 - Napoli, † 1890)
- Enrico Cavaliere, politico italiano (Venezia, n. 1958)
- Enrico Conci, politico italiano (Trento, n. 1866 - Trento, † 1960)
- Enrico Cordero di Montezemolo, politico italiano (Mondovì, n. 1811 - Mondovì, † 1887)
- Enrico Costa, politico italiano (Cuneo, n. 1969)
- Enrico Crocini, politico italiano (Siena, n. 1839 - Siena, † 1916)
- Enrico Curati, politico italiano (Castellammare di Stabia, n. 1842 - Napoli, † 1906)

## D(7)
- Enrico Dalfino, politico italiano (Sammichele di Bari, n. 1935 - Bari, † 1994)
- Enrico Dandolo, politico e militare italiano (Venezia - Costantinopoli, † 1205)
- Enrico De Nicola, politico e avvocato italiano (Napoli, n. 1877 - Torre del Greco, † 1959)
- Enrico Del Carlo, politico e giornalista italiano (Lucca, n. 1843 - Lucca, † 1920)
- Enrico Michele Demarchi, politico e imprenditore italiano (Torino, n. 1894 - † 1980)
- Enrico Di Giuseppantonio, politico italiano (Fossacesia, n. 1958)
- Enrico di Capua, politico e condottiero normanno († 1172)

## E(5)
- Enrico Endrich, politico e avvocato italiano (Meana Sardo, n. 1899 - Cagliari, † 1985)
- Enrico di Dinant, politico belga (Liegi - Fiandre)
- Enrico da Monza, politico e militare italiano (Milano)
- Enrico VI d'Inghilterra, politico britannico (Castello di Windsor, n. 1421 - Torre di Londra, † 1471)
- Enrico Ermelli Cupelli, politico italiano (Fermo, n. 1931 - Fermo, † 2013)

## F(9)
- Enrico Falaschi, politico italiano (Siena, n. 1863 - Siena, † 1929)
- Enrico Fossombroni, politico italiano (Arezzo, n. 1825 - Firenze, † 1893)
- Enrico Falconcini, politico e prefetto italiano (Pescia, n. 1824 - Roma, † 1901)
- Enrico Falqui, politico italiano (Firenze, n. 1946)
- Enrico Fano, politico italiano (Milano, n. 1834 - Milano, † 1899)
- Enrico Farinone, politico italiano (Varallo, n. 1957)
- Enrico Felicella, politico italiano (Campobasso, n. 1887 - Napoli, † 1972)
- Enrico Ferrari, politico italiano (Modena, n. 1887 - Roma, † 1969)
- Enrico Ferri, politico e magistrato italiano (La Spezia, n. 1942 - Pontremoli, † 2020)

## G(11)
- Enrico Gagliardi, politico italiano (Monteleone di Calabria, n. 1820 - Napoli, † 1891)
- Enrico Galluppi, politico e avvocato italiano (Roma, n. 1849 - Roma, † 1915)
- Enrico Gasbarra, politico italiano (Roma, n. 1962)
- Enrico Gherghetta, politico italiano (Fiume, n. 1957)
- Enrico Ghio, politico italiano (Genova, n. 1923 - Genova, † 2009)
- Enrico Gonzales, politico, avvocato e antifascista italiano (Milano, n. 1882 - Milano, † 1965)
- Enrico Grabau, politico italiano (Roma, n. 1926 - Lucca, † 2020)
- Enrico Grazi, politico italiano (Sinalunga, n. 1897 - Roma, † 1953)
- Enrico Giuseppe Graziani, politico italiano (Paglieta, n. 1937)
- Enrico Gualandi, politico italiano (Imola, n. 1930 - Imola, † 2007)
- Enrico Guicciardi, politico italiano (Ponte in Valtellina, n. 1812 - Ponte in Valtellina, † 1895)

## H(1)
- Enrico Hüllweck, politico italiano (Vicenza, n. 1946)

## I(1)
- Enrico Indelli, politico italiano (Salerno, n. 1954)

## L(4)
- Enrico La Loggia, politico italiano (Agrigento, n. 1947)
- Enrico La Loggia, politico italiano (Cattolica Eraclea, n. 1872 - Palermo, † 1960)
- Rick Lazio, politico e avvocato statunitense (Amityville, n. 1958)
- Enrico Letta, politico italiano (Pisa, n. 1966)

## M(10)
- Enrico Mariani, politico italiano (Cremona, n. 1900 - † 1978)
- Enrico Marrucci, politico italiano (Pisa, n. 1946)
- Enrico Martino, politico e diplomatico italiano (La Spezia, n. 1907 - † 1981)
- Enrico Massara, politico italiano (Novara, n. 1918 - Novara, † 2009)
- Enrico Minio, politico e partigiano italiano (Civita Castellana, n. 1906 - Roma, † 1973)
- Enrico Mizzi, politico maltese (La Valletta, n. 1885 - La Valletta, † 1950)
- Enrico Molè, politico, giornalista e avvocato italiano (Catanzaro, n. 1889 - Roma, † 1963)
- Enrico Montani, politico italiano (Verbania, n. 1967)
- Edoardo Moroni, politico italiano (Córdoba, n. 1902 - Buenos Aires, † 1975)
- Enrico Musso, politico italiano (Genova, n. 1962)

## N(1)
- Enrico Novellini, politico italiano (San Martino dell'Argine, n. 1937 - Mantova, † 2011)

## O(1)
- Enrico Orlandi, politico italiano (Pisa)

## P(11)
- Enrico Pancheri, politico italiano (Romallo, n. 1920 - Trento, † 2006)
- Enrico Pani Rossi, politico e scrittore italiano (Faenza, n. 1835)
- Enrico Paresce, politico italiano (Messina, n. 1895 - † 1987)
- Enrico Parri, politico e sindacalista italiano (Scansano, n. 1902)
- Enrico Paternò Castello di Carcaci, politico italiano (Firenze, n. 1840 - Catania, † 1908)
- Enrico Pelella, politico italiano (Napoli, n. 1942 - Portici, † 2010)
- Enrico Pianetta, politico italiano (Tortona, n. 1944)
- Enrico Piccinelli, politico italiano (Seriate, n. 1964)
- Enrico Polliotti, politico italiano (Pinerolo, n. 1811 - † 1870)
- Enrico Porrello, politico italiano (Villarosa, n. 1896 - Caltanissetta, † 1982)
- Enrico Pruner, politico italiano (Frassilongo, n. 1922 - † 1989)

## Q(1)
- Enrico Quaranta, politico italiano (San Pietro al Tanagro, n. 1928 - Napoli, † 1984)

## R(4)
- Enrico Rizzi, politico italiano (Milano, n. 1930 - Milano, † 2005)
- Enrico Roselli, politico italiano (Casale Monferrato, n. 1909 - Roma, † 1964)
- Enrico Rossi, politico italiano (Bientina, n. 1958)
- Enrico Russo, politico e sindacalista italiano (Napoli, n. 1895 - Napoli, † 1973)

## S(8)
- Enrico Sailis, politico e giurista italiano (Guasila, n. 1899 - † 1967)
- Enrico Santoro, politico e avvocato italiano (Isernia, n. 1932)
- Enrico Serra, politico italiano (Genova, n. 1934 - Genova, † 2017)
- Enrico Seyssel d'Aix, politico italiano (Torino, n. 1775 - Torino, † 1843)
- Enrico Soulier, politico italiano (Angrogna, n. 1848 - Roma, † 1920)
- Enrico Spadola, politico e avvocato italiano (Ragusa, n. 1920 - † 1991)
- Enrico Spinelli, politico italiano (Montale, n. 1898)
- Enrico Stelluti Scala, politico e poeta italiano (Fabriano, n. 1852 - Roma, † 1905)

## T(3)
- Enrico Tamanini, politico italiano (Vigolo Vattaro, n. 1883 - Trento, † 1972)
- Enrico Tosi, politico italiano (Busto Arsizio, n. 1906 - Busto Arsizio, † 1962)
- Enrico Trantino, politico italiano (Catania, n. 1963)

## Z(1)
- Enrico Zanetti, politico e economista italiano (Venezia, n. 1973)